# Klaus-Uwe Nommensen
Klaus-Uwe Nommensen (* 29. Januar 1952 in Wolfenbüttel) ist ein Theologe, Autor, Publizist und Herausgeber.

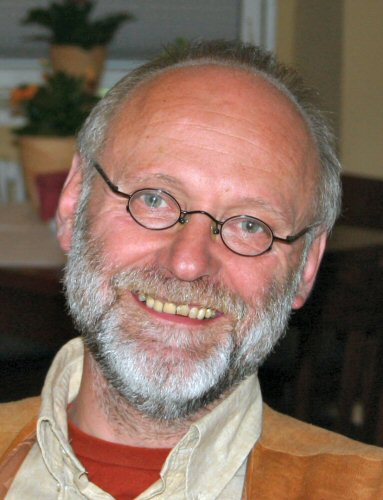
Klaus-Uwe Nommensen 2008

## Leben und Werk
Nommensen arbeitet in seinem Ruhestand als Studienleiter im Akademiezentrum Sankelmark. Zuvor war er Öffentlichkeitsreferent im Evangelischen Regionalzentrum Westküste (Breklum), Internetredakteur im Evangelischen MedienServiceZentrum der Landeskirche Hannovers, Gemeindepastor in Nienhagen/Celle, Stade, Hitzacker und Papenburg, sowie Redakteur der Evangelischen Zeitung in Hannover. Neben seinen Beiträgen zur Zeitgeschichte und zum Dialog zwischen Kirche, Kunst und Kultur ist Nommensen Autor einer Reihe von Erzählungen zu biblischen Texten für Kinder und Erwachsene und neuen geistlicher Lieder, freier Mitarbeiter bei verschiedenen Kirchenzeitungen sowie Autor und Herausgeber von Anthologien, Sach- und Fachbüchern. Er ist Mitglied der Textautoren- und Komponistengruppe TAKT. Gemeinsam mit seiner Frau, Susanne Brandt, betrieb er den Kleinverlag Glas+Wort. Zudem arbeitet er künstlerisch mit Glas. Nommensen lebt in Lübeck und hält zuweilen noch als Vertretung Gottesdienste.

## Werke (Auswahl)
- Gottes Liebe (1996; Musik: Susanne Brandt, 1996)
- Herzlich willkommen (2001; Hartmut Reußwig, 2001)
- Offene Fragen (2004; Musik: Nis-Edwin List-Petersen, 2001)

## Publikationen (Auswahl)
- Hinter dem Tor, Die Beginenhöfe Flanderns – Das Vermächtnis freier Frauen; edition nommis 2023
- Mein Herz ist eine Quelle, Kirchenlieder an der Elbe; Lutherisches Verlagshaus 2012
- Kinder erleben Abraham und andere biblische Gestalten; Don Bosco, 2007
- So wird es sein; Verlag-Werkstatt Kreuz und Quer, 2007
- Sing nicht so schnell dein Glaubenslied; Verlag-Werkstatt Kreuz und Quer, 2005
- Die Zärtlichkeit des Himmels; Verlag-Werkstatt Kreuz und Quer, 2005
- Zum Leben verlocken; Verlag-Werkstatt Kreuz und Quer, 2004
- LichtEinfall; Verlag-Werkstatt Kreuz und Quer, 2004
- Hörst du die Muscheln tuscheln?; Verlag-Werkstatt Kreuz und Quer, 2004
- Kinder erleben Jesus; Claudius Verlag, 2002
- Die Welt gleicht einer Hochzeit; Verlag-Werkstatt Kreuz und Quer, 2001
- Engelleben; Verlag-Werkstatt Kreuz und Quer, 2001
- Gefangen in der Weite; Verlag-Werkstatt Kreuz und Quer, 2001
- Wer lebt mit mir im Gegentakt; Verlag-Werkstatt Kreuz und Quer, 1995